# Gräsrotbladlöss
Gräsrotbladlöss (Anoeciidae) är en familj av insekter. Gräsrotbladlöss ingår i ordningen halvvingar, klassen egentliga insekter, fylumet leddjur och riket djur.
Familjen innehåller bara släktet Anoecia.